# النقل في الصين
يشهد النقل في الصين نموًا وتوسعًا كبيرًا في السنوات الأخيرة. ورغم أن نظام النقل في الصين يتألف من شبكة واسعة من نقاط النقل عبر أراضيها الشاسعة، فإن العقد تميل إلى التركيز في المناطق الساحلية الأكثر تطوراً اقتصادياً والمدن الداخلية على طول الأنهار الرئيسية. تميل الحالة المادية وشمولية البنية التحتية للنقل في الصين إلى التباين بشكل كبير حسب الجغرافيا. في حين أن المناطق الريفية النائية لا تزال تعتمد إلى حد كبير على وسائل النقل غير الآلية، فإن المناطق الحضرية تفتخر بمجموعة واسعة من الخيارات الحديثة، بما في ذلك نظام ماجليف الذي يربط وسط مدينة شنغهاي بمطار شنغهاي بودنغ الدولي. ومن المقرر أن توفر المطارات والطرق والسكك الحديدية دفعة هائلة من فرص العمل في الصين على مدى العقد المقبل.

## الأنظمة

### البر الرئيسي للصين
يتم تنظيم النقل في البر الرئيسي للصين من قبل وكالة جديدة تشكلت من وزارة النقل، ووزارة السكك الحديدية، وإدارة الطيران المدني في الصين.

### المناطق الإدارية الخاصة
سلطات النقل المذكورة أعلاه ليس لها اختصاص قضائي في هونغ كونغ وماكاو بسبب وضعهما الخاص. ويتم تنظيم النقل في هونغ كونغ من قبل إدارة النقل في هونغ كونغ، في حين يتم تنظيم النقل في ماكاو من قبل مكتب النقل في ماكاو.

## السكة الحديدية

شبكة السكك الحديدية الحالية في الصين، بما في ذلك خطوط HSR

تعتبر السكك الحديدية هي وسيلة النقل الرئيسية والمُهمة في الصين. وقد نفذت السكك الحديدية ما يُعادل 3.660 مليار رحلة ركاب، وولَّدت 1.470.66 مليار راكب كيلومتر، وحملت 4.389 مليار طن من البضائع، وأنتجت 3.018 مليار طن بضائع كيلومتري، وذلك في عام 2019. يعتبر حجم حركة المرور في البلاد ذات النمو السكاني العالي من أعلى المعدلات في العالم. يمثل الحجم الكبير لحركة المرور بالغة الأهمية لاقتصاد الصين. يحمل نظام السكك الحديدية في الصين 24% من حجم النقل بالسكك الحديدية في العالم على 6% فقط من السكك الحديدية في العالم.
تمتلك الصين ثاني أطول شبكة سكك حديدية في العالم؛ اعتبارًا من عام 2020 هو 146,300 كـم (90,907 ميل) طويلة. حوالي 71.9% من الشبكة مكهربة في عام 2019.
في عام 2011، شمل مخزون السكك الحديدية الصينية 19,431 قاطرة مملوكة لنظام السكك الحديدية الوطني. شمل المخزون في الآونة الأخيرة حوالي 100 قاطرة بخارية، لكن آخر قاطرة من هذا النوع، تم بناؤها في عام 1999، أصبحت الآن في الخدمة كمنطقة جذب سياحي بينما تقاعدت القاطرة الأخرى من الخدمة التجارية. أما القاطرات المتبقية إما تعمل بالديزل أو بالكهرباء. وتعود ملكية 352 قاطرة أخرى إلى خطوط السكك الحديدية المحلية و604 قاطرات تديرها خطوط السكك الحديدية المشتركة. في حين بلغ عدد عربات الشحن بالسكك الحديدية الوطنية 622,284. وحافلات الركاب 52,130.
وبسبب رأس المال المحدود، والبنية التحتية المثقلة بالأعباء، والحاجة إلى التحديث المستمر، فإن نظام السكك الحديدية الوطني الذي تسيطر عليه وزارة السكك الحديدية من خلال شبكة من الأقسام الإقليمية يعمل بميزانية تقشفية. كما تم السماح باستثمار رأس المال الأجنبي في قطاع الحمولة ابتداءً من عام 2003، وتم افتتاح عروض الأسهم العامة الدولية في عام 2006. وفي خطوة أخرى لتحسين رسملة وإصلاح نظام السكك الحديدية، أنشأت وزارة السكك الحديدية الصينية ثلاث شركات عامة مملوكة للمساهمين في عام 2003: شركة السكك الحديدية الصينية لنقل الحاويات، وشركة السكك الحديدية الصينية لخدمات الشحن الخاصة، وشركة السكك الحديدية الصينية الطرود السريعة.
|                                                                                          | 1980    | 1990      | 2000      | 2010      | 2014      | 2015  | 2017  |
| ---------------------------------------------------------------------------------------- | ------- | --------- | --------- | --------- | --------- | ----- | ----- |
| خطوط السكك الحديدية (إجمالي الطريق-كم)                                                   | 49,940  | 53,378    | 58,656    | 66,239    | 66,989    |       |       |
| البضائع المنقولة على السكك الحديدية (الأطنان المترية مضروبة في عدد الكيلومترات المقطوعة) | 570,732 | 1,060,100 | 1,333,606 | 2,451,185 | 2,308,669 |       |       |
| عدد الركاب المنقولين على السكك الحديدية (مليون مسافر × عدد الكيلومترات المقطوعة)         | 138,037 | 263,530   | 441,468   | 791,158   | 807,065   |       |       |
| النقل بالسكك الحديدية في المناطق الحضرية (كيلومترات)                                     |         |           |           |           |           |       | 5,033 |
| مترو الانفاق (كيلومتر)                                                                   |         |           |           |           |           |       | 3,844 |
| النقل بالسكك الحديدية في المناطق الحضرية قيد الإنشاء (كيلومترات)                         |         |           |           |           |           |       | 6,246 |
| حافلات النقل السريع (كيلومتر)                                                            |         |           |           |           |           | 2,991 |       |

### التنمية الإقليمية

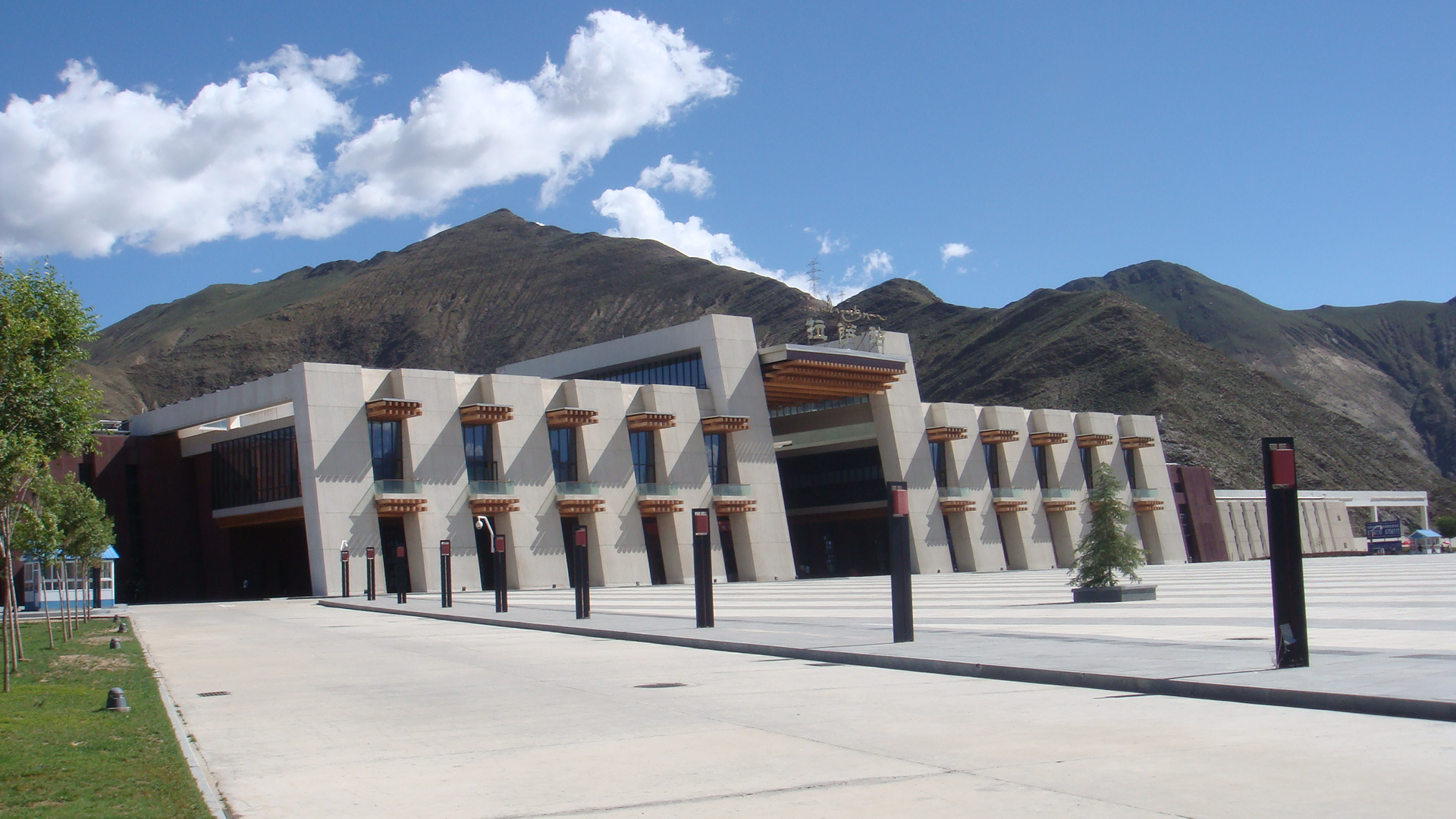
محطة سكة حديد لاسا

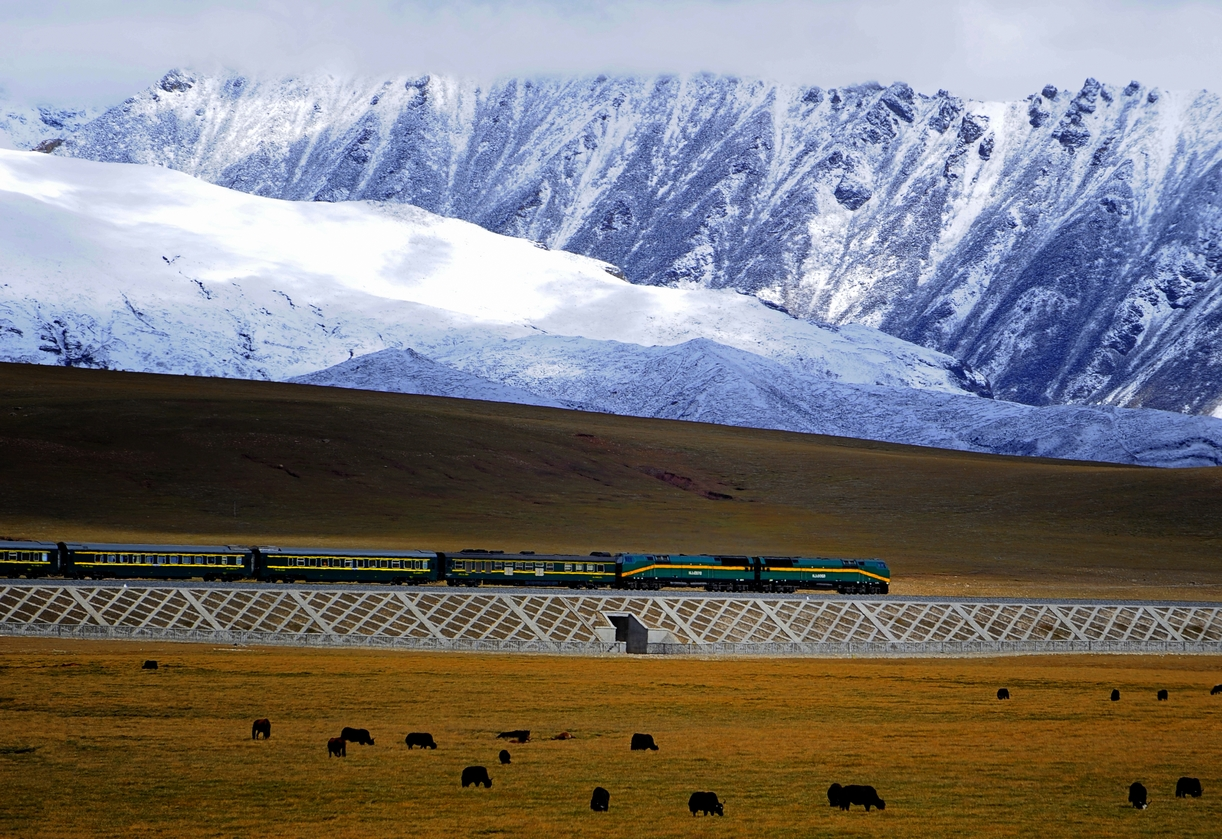
قطار تجره قاطرة NJ2 مسافرة على خط سكة حديد كينغزانغ في عام 2008.

في عام 1992، تم إطلاق مشروع جديد للسكك الحديدية واسع النطاق في الصين، يسمى مشروع "طريق الحرير الجديد" أو "الجسر القاري الأوراسي". يتضمن المشروع تحديث وتطوير البنية التحتية لـ 4,131 كـم (2,567 ميل) طريق السكك الحديدية الذي يبدأ من ليانيونقانغ، إقليم جيانغسو، ويسافر عبر وسط وشمال غرب الصين إلى أورومتشي، مقاطعة شينجيانغ، وتمر نحو ممر ألاتاو إلى دولة كازاخستان. ومن تلك النقطة، تصل السكك الحديدية إلى حوالي 6,800 كـم (4,225 ميل) من الطرق التي تنتهي في روتردام في هولندا الأوروبية.
كما أنشأت الصين خطوط سكك حديدية بين الموانئ البحرية ومناطق تجهيز الصادرات الداخلية. على سبيل المثال، في عام 2004 تم ربط مدينة تشنغدو في سيتشوان بمنطقة شنتشن الاقتصادية الخاصة في مقاطعة قوانغدونغ الساحلية، ويتم تصدير البضائع الجمركية بشكل واضح إلى تشنغدو ويتم شحنها مرتين يوميًا بالسكك الحديدية إلى ميناء شنتشن البحري للتسليم السريع.

## الطرق

### السيارات

نظام NTHS

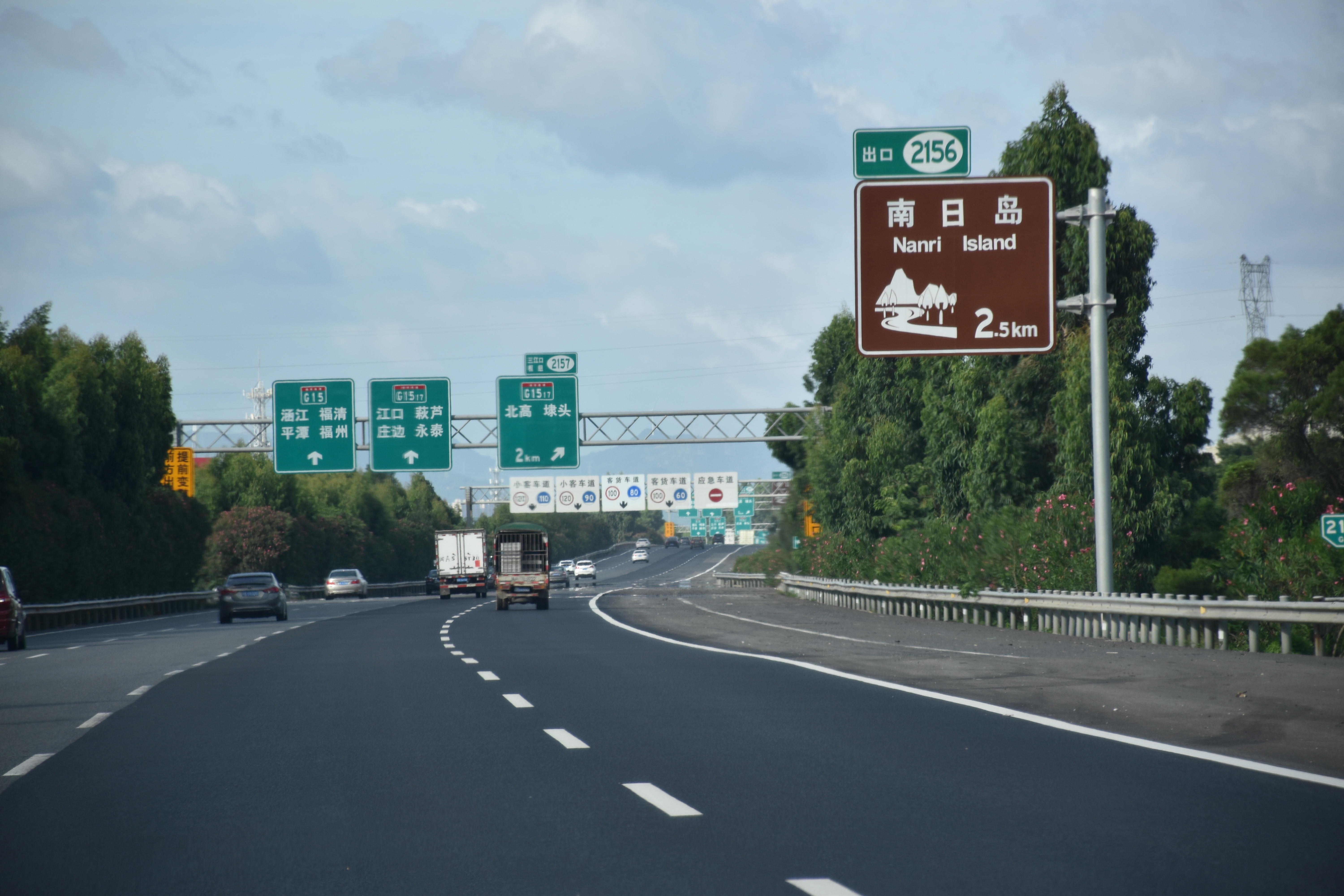
قسم من طريق G15 شنيانغ-هايكو السريع ، وهو جزء من NTHS.

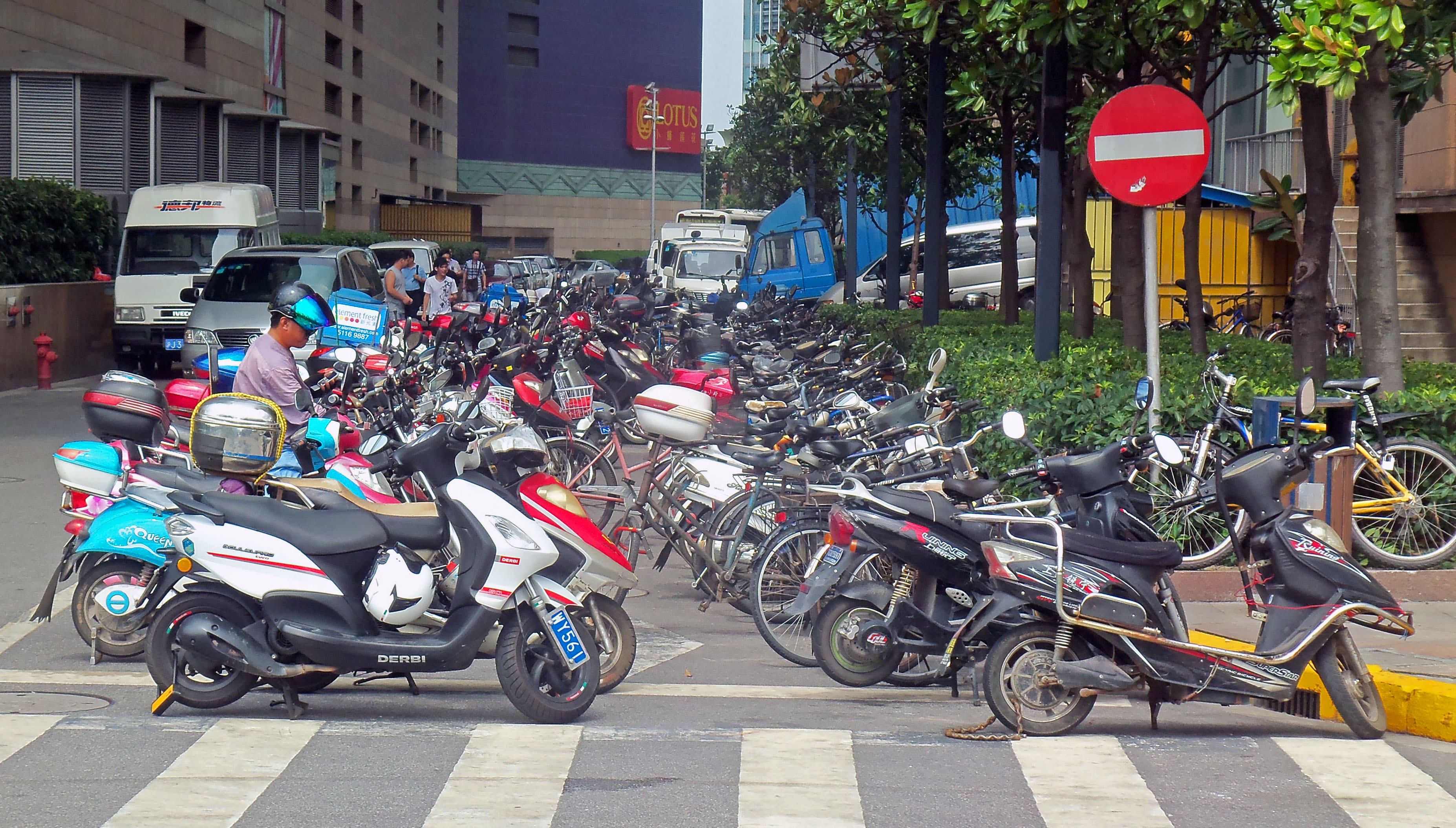
لا يزال العديد من الصينيين يستخدمون الدراجات النارية أو الدراجات الإلكترونية (التي تظهر هنا متوقفة في أحد شوارع شنغهاي) للتنقل، لكن ذلك محظور في بعض المدن الكبرى.

خلال الحرب مع اليابان في ثلاثينيات القرن الماضي، قامت الصين ببناء العديد من الطرق، أشهرها طريق بورما الذي يؤدي إلى الجنوب الغربي من كونمينغ إلى مدينة لاشيو.
ومنذ وصول الحكومة الشيوعية إلى السلطة، بدأت الحكومة ببذل جهود كبيرة لبناء الطرق السريعة التي تمتد عبر الصين وخارج حدودها.
وفي الوقت الراهن، ترتبط الصين بشبكة متطورة من الطرق السريعة مثل الطرق السريعة الوطنية الصينية والطرق السريعة. وفي السنوات القليلة الماضية، قامت الصين بتطوير شبكة الطرق الخاصة بها بسرعة. وفي الفترة بين عامي 1990 و2003، تضاعف إجمالي طول الطرق الحضرية في الصين؛ وزاد طول الطرق من 95.000 إلى 208.000 كيلومتر خلال تلك الفترة. وبالمثل، خلال نفس الفترة الزمنية، تضاعف إجمالي المساحة المخصصة للطرق أكثر من ثلاثة أضعاف؛ من 892 مليون متر مربع في عام 1990، إلى 3,156.5 مليون متر مربع في عام 2003. تمتد الطرق السريعة الوطنية في الصين إلى جميع أركان البر الرئيسي للصين الأربعة. تصل الطرق السريعة إلى نفس الوجهات مثل الطرق السريعة الوطنية الصينية، باستثناء تضاريس التبت الوعرة. وصلة الطريق السريع موجودة بالفعل في مرحلة التخطيط.
تعتبر الطرق السريعة (إجمالي 130.000 كم) حاسمة للنمو الاقتصادي في الصين حيث عملت على التخفيف من شبكة التوزيع الضعيفة وسعت السلطات إلى تحفيز النشاط الاقتصادي بشكل مباشر. نقلت أنظمة الطرق والطرق السريعة ما يقرب من 11.6 مليار طن من البضائع و769.6 تريليون راكب/كم في عام 2003.
كانت أهمية الطرق السريعة والمركبات التي تحمل 13.5% من البضائع و49.1% من الركاب، تتزايد بسرعة في منتصف العقد الأول من القرن الحادي والعشرين. وقد زاد استخدام السيارات بشكل ملحوظ في المناطق الحضرية مع ارتفاع الدخل. ومع ذلك، لا تزال ملكية السيارات منخفضة مقارنة بالأعضاء الآخرين في مجموعة دول البريك، حيث تتفوق عليها روسيا والبرازيل. ومن المتوقع أن يصل معدل ملكية السيارات في الصين إلى مستوى ملكية السيارات في الستينيات في بعض البلدان المتقدمة فقط في عام 2015.

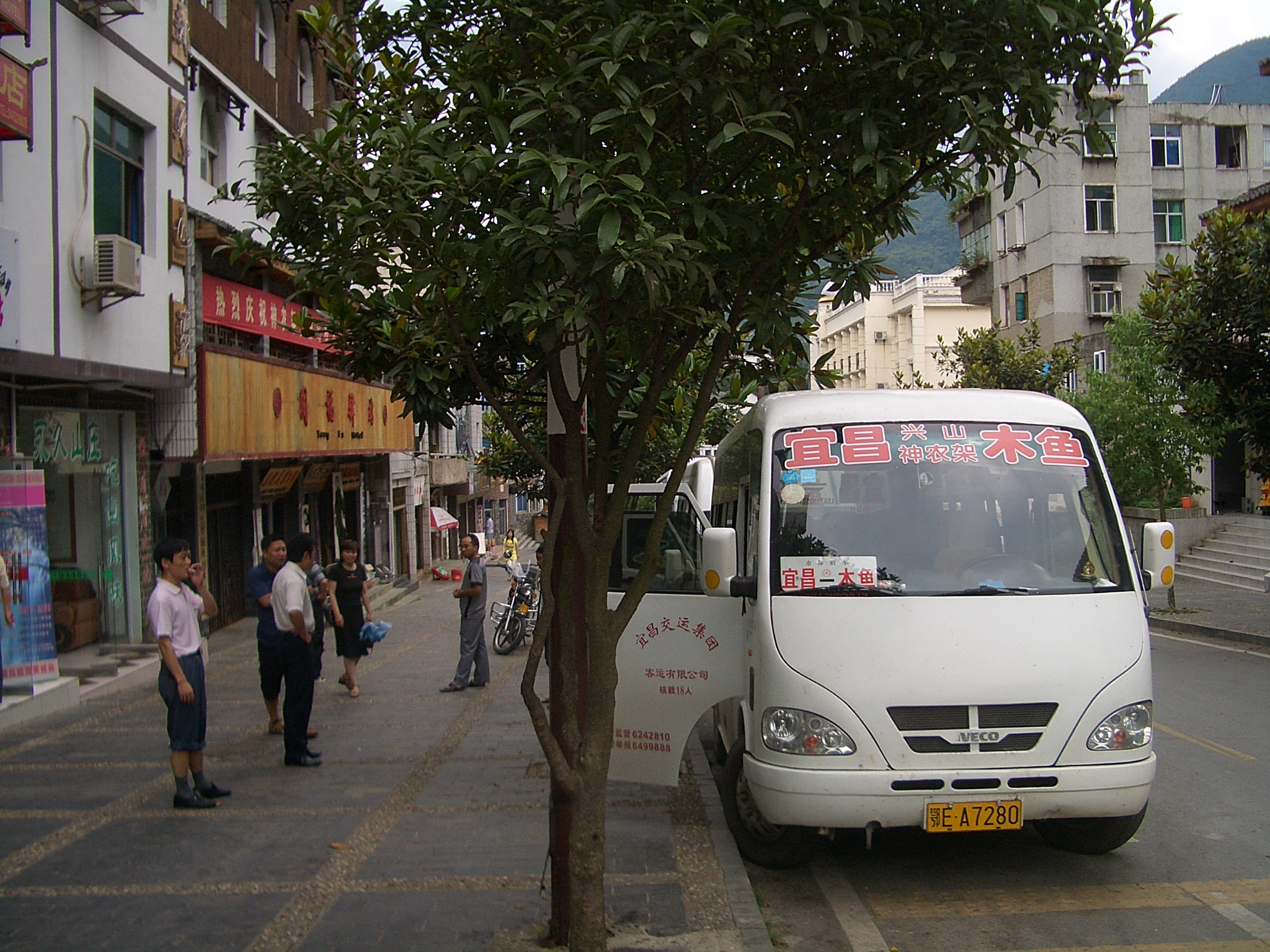
تربط الحافلات المكوكية مثل هذه المدن الصغيرة بالمراكز الإقليمية.

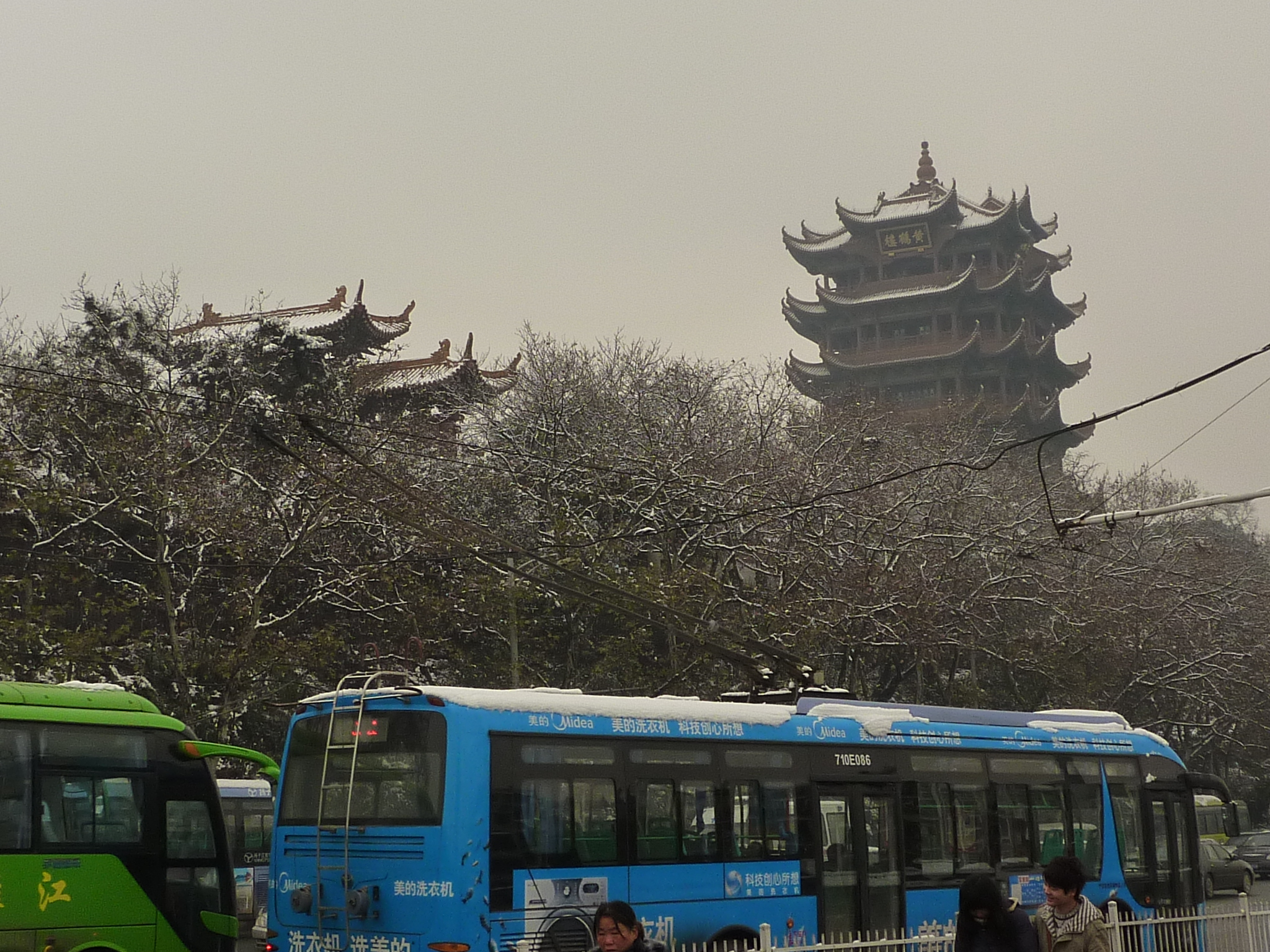
حافلة ترولي تمر عبر برج الرافعة الصفراء في ووهان.

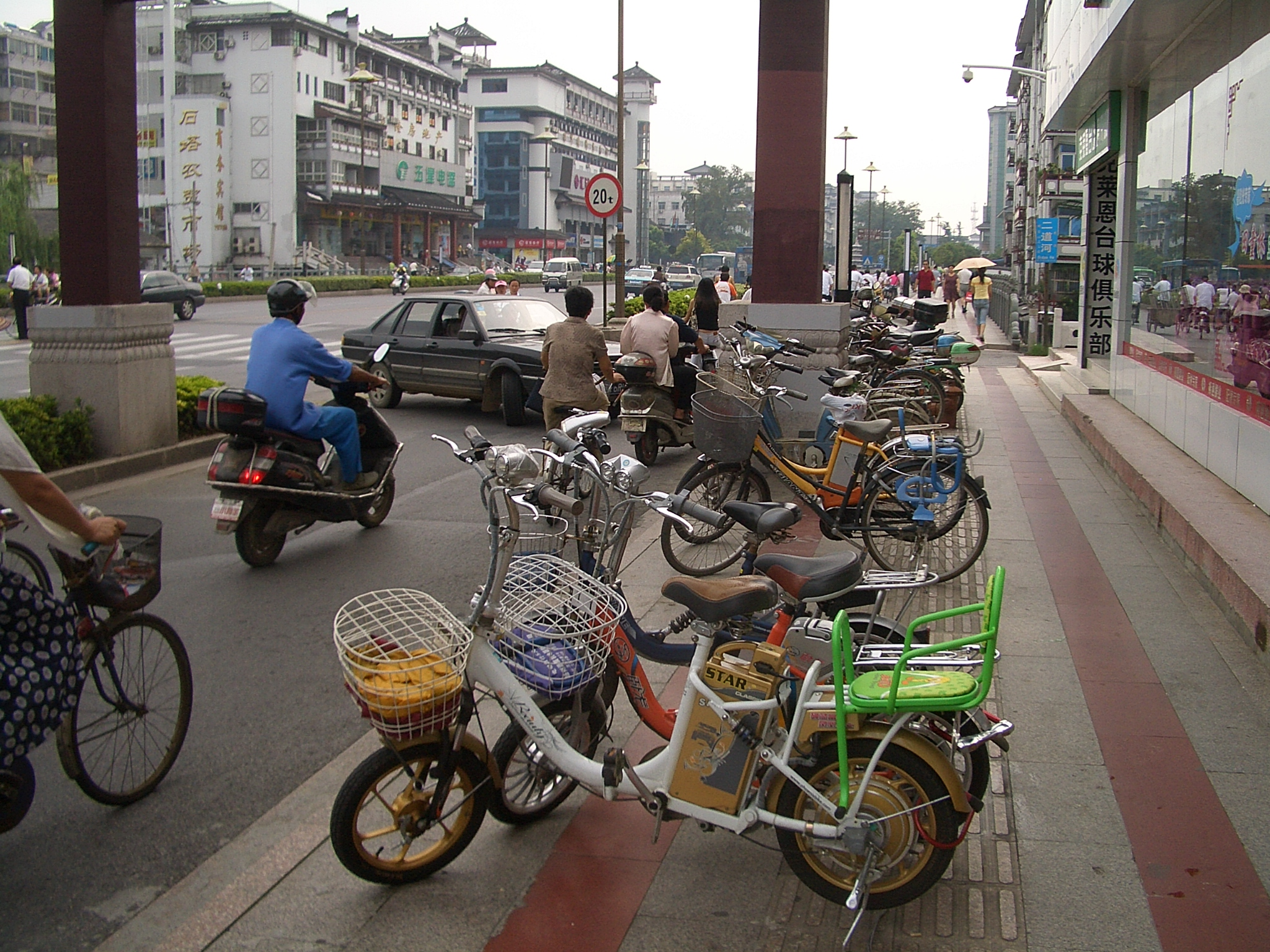
الدراجات الكهربائية شائعة جدًا في العديد من مدن الصين، مثل يانغتشو، وفي بعض المناطق قد يفوق عددهم عدد الدراجات النارية أو الدراجات العادية.

## الجسور
خلال ازدهار البنية التحتية في العقدين الماضيين، سار بناء الجسور بوتيرة سريعة على نطاق واسع في الصين، ومما يُعرف أنه قبل الانتهاء من جسر نهر ووهان اليانغتسى في عام 1957، لم تكن هناك جسور عبر نهر اليانغتسي، وهو أطول نهر في الصين، من ييبن إلى شنغهاي، وجميع الطرق البرية والسكك الحديدية تعبر هذا الـ 2884 كم (1,792 ميل.) يتطلب امتداد النهر العبارات.
في عام 1992، لم يكن هناك سوى سبعة جسور من هذا القبيل، ولكن بحلول نهاية عام 2012، وصل العدد إلى 73، بما في ذلك ثمانية جسور جديدة تم افتتاحها في ذلك العام وحده. بعض الجسور البارزة تشمل:
- جسر كاوتيانمن، أكبر جسر مقوس في العالم من حيث طول الامتداد الرئيسي
- جسر زيهومين، ثاني أطول جسر معلق في العالم، تم تصنيفه حسب طول الامتداد المركزي
- جسر دانيانغ-كونشان الكبير، أطول جسر من أي نوع في العالم.
- جسر هايوان كوينغداو، أطول جسر فوق الماء في العالم.

## الجو
نتيجة للتوسع السريع لصناعة الطيران المدني، بحلول عام 2007، كان لدى الصين حوالي 500 مطار من جميع الأنواع والأحجام قيد التشغيل، حوالي 400 منها بها مدارج معبدة وحوالي 100 منها بها مدارج بطول 3047 مترًا أو أقل. كان هناك أيضًا 35 مهبطًا لطائرات الهليكوبتر في عام 2007، وهو نوع من المرافق المستخدمة بشكل متزايد. ومع المطارات الإضافية جاء انتشار شركات الطيران.

### الخطوط الجوية
تأسست إدارة الطيران المدني الصينية (CAAC)، والتي تسمى أيضًا الإدارة العامة للطيران المدني الصيني، كوكالة حكومية في عام 1949 لتشغيل الأسطول الجوي التجاري الصيني. في عام 1988، تم نقل الأسطول التشغيلي لشركة CAAC إلى شركات طيران جديدة شبه مستقلة وعملت منذ ذلك الحين كوكالة تنظيمية.
وفي عام 2002، قامت الحكومة بدمج أكبر تسع شركات طيران في ثلاث مجموعات إقليمية مقرها في بكين وشانغهاي وقوانغتشو، على التوالي: الخطوط الجوية الصينية ، خطوط شرق الصين الجوية ، وخطوط جنوب الصين الجوية، التي تدير معظم الرحلات الخارجية للصين.
وبحلول عام 2005، انضمت إلى هذه الشركات الثلاث ست شركات طيران كبرى أخرى: خطوط هاينان الجوية، خطوط شنغهاي الجوية، خطوط شاندونغ الجوية، خطوط زيامن الجوية، خطوط شينزين الجوية، وخطوط سيتشوان الجوية. وبمجموعهم أصبح لدى شركات الطيران التسع مجتمعة أسطول مشترك يضم حوالي 860 طائرة، معظمها من طراز بوينج من الولايات المتحدة وإيرباص من أوروبا.
ومن المتوقع أن يصل العدد الإجمالي للطائرات لجميع شركات الطيران في البر الرئيسي الصيني مجتمعة إلى ما يقرب من 1580 طائرة بحلول عام 2010، مقارنة بـ 863 طائرة في عام 2006. وبحلول عام 2025، من المتوقع أن يصل العدد إلى 4000 آلاف طائرة.
تعاملت 27 شركة طيران في البر الرئيسي الصيني مع 138 مليون مسافر و22.17 مليون طن من البضائع في عام 2005.

### المطارات

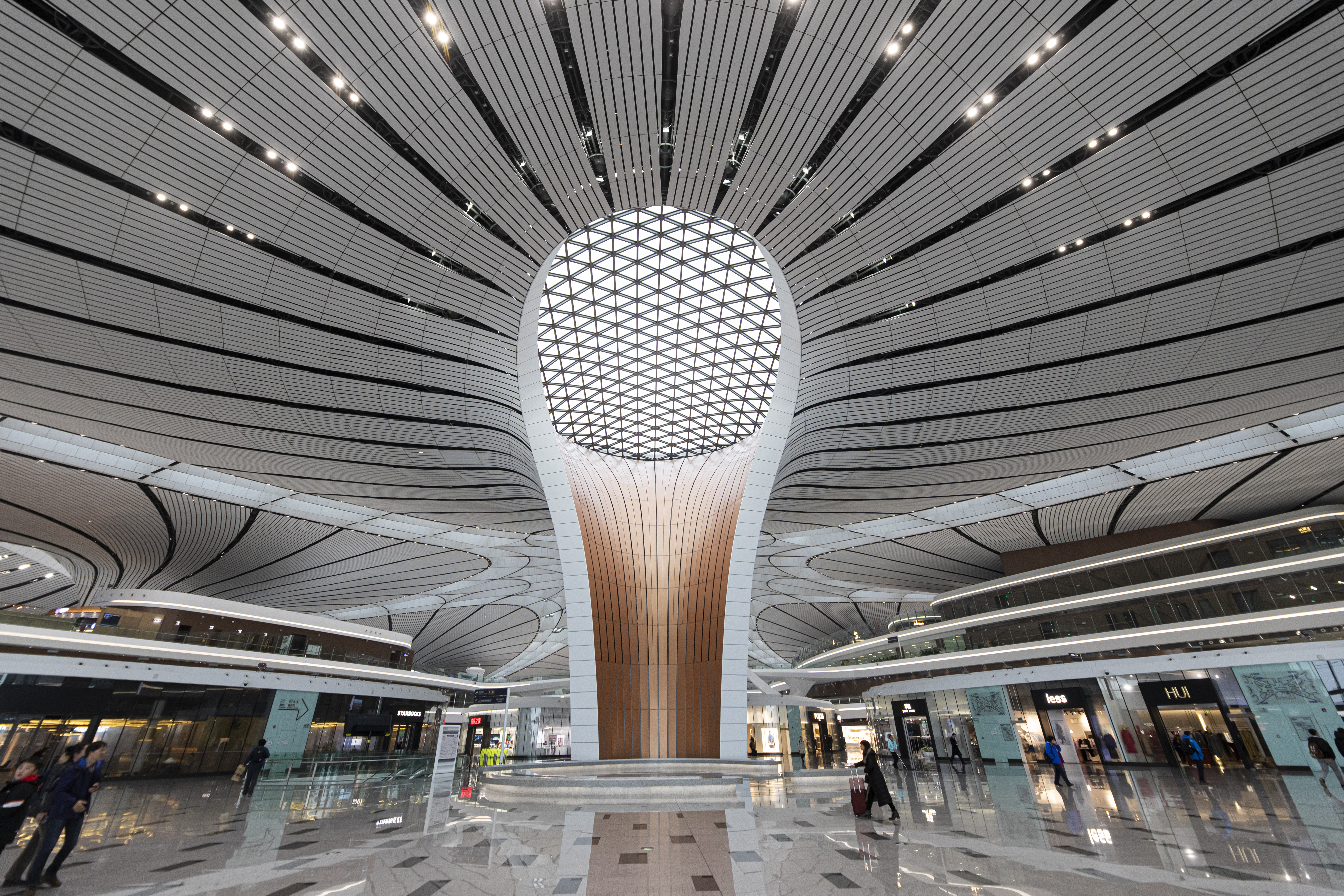
المناطق الداخلية من مطار بكين داشينغ الدولي.

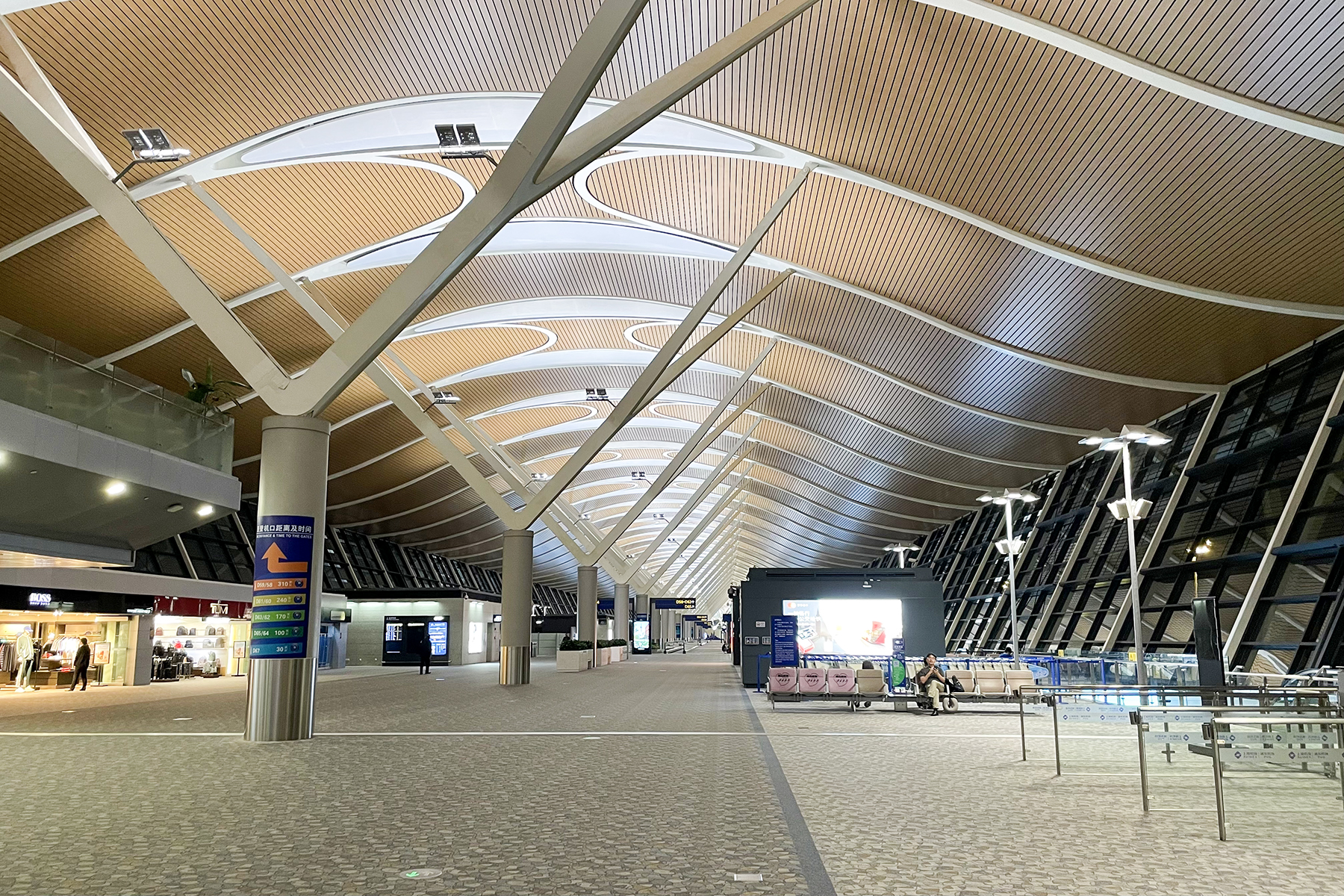
المناطق الداخلية من مطار شنغهاي بودونغ الدولي.

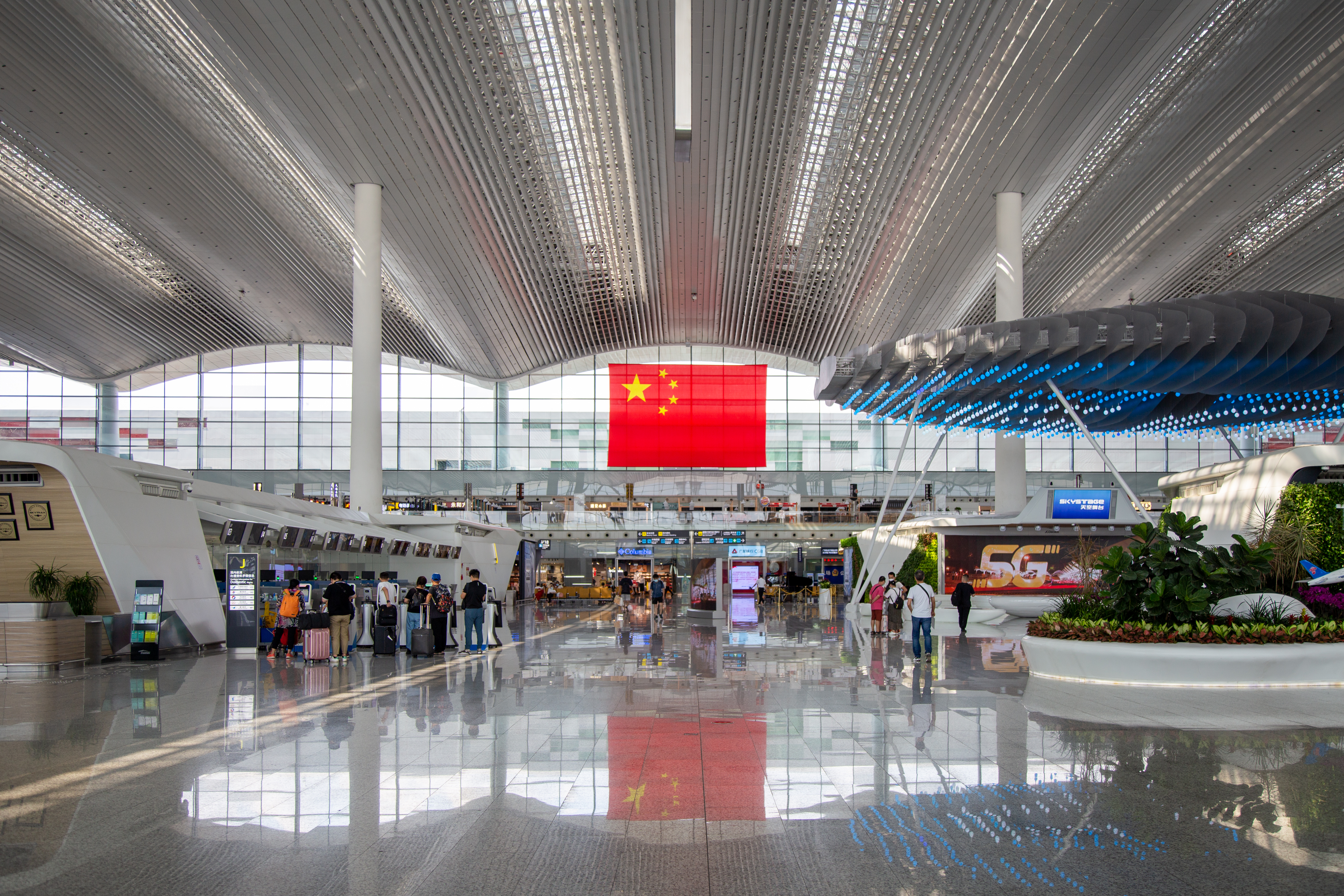
المناطق الداخلية من مطار قوانغتشو بايون الدولي.

في عام 2007 كان لدى الصين 467 مطارًا. ومن المطارات الرئيسية في الصين وأشهرها، مطار العاصمة بكين الدولي (PEK)، الذي يقع في المركز 27 كـم (17 ميل) شمال شرق وسط بكين، لديها أكبر تدفق للركاب سنويًا وهي ثاني أكثر المطارات ازدحامًا في العالم.
تتمتع شنغهاي بثاني أكبر كمية من الحركة الجوية في الصين من خلال مطاريها مجتمعين، مطار شنغهاي بودونغ الدولي (PVG)، الذي يقع على بعد 30 كـم (19 ميل) جنوب شرق وسط شنغهاي، ومطار شنغهاي هونغكياو الدولي (SHA)، الذي يقع على بعد 13 كـم (8 ميل) غرب وسط شنغهاي. وكلاهما تحت سيطرة هيئة مطار شنغهاي.
مطار قوانغتشو بايون الدولي الجديد (CAN)، الذي تم افتتاحه في أغسطس 2004 يقع على بعد 28 كـم (17 ميل) من وسط مدينة قوانغتشو .
المطارات الرئيسية الأخرى تقع في تشنغدو، تشونغتشينغ، داليان، هانغتشو، هاربين، هوهيهوت، كونمينغ، تشينغداو، شنيانغ، تيانجين ، أورومتشي، شيامن، وشيان.
تخدم الصين العديد من الرحلات الجوية الدولية الكبرى إلى معظم دول العالم ومجموعة من شركات الطيران الإقليمية المحلية. غالبًا ما تكون الحركة الجوية داخل البر الرئيسي للصين متصلة عبر بكين أو شنغهاي أو قوانغتشو. وهي على التوالي، تمثل المحاور الرئيسية لشركة طيران الصين، وشركة طيران شرق الصين ، وشركة طيران جنوب الصين.
وفي عام 2003، نقل قطاع الطيران المدني الصيني ما يقرب من 2.2 مليون طن من البضائع و126.3 تريليون راكب/ كيلومتر.

#### طائرات مع مدرجات مُعبَّدة
- المجموع: 403
- أطول من 3,047 م: 58
- 2,438 إلى 3,047 م: 128
- 1,524 إلى 2,437 م: 130
- 914 إلى 1523 م: 20
- أقصر من 914 م: 67 (2007)

#### مطارات ذات مدارج غير معبدة
- المجموع: 64
- أطول من 3,047 م: 4
- 2,438 إلى 3,047 م: 4
- 1,524 إلى 2,437 م: 13
- 914 إلى 1523 م: 17
- أقصر من 914 م: 26 (2007)

## الموانئ والشحن

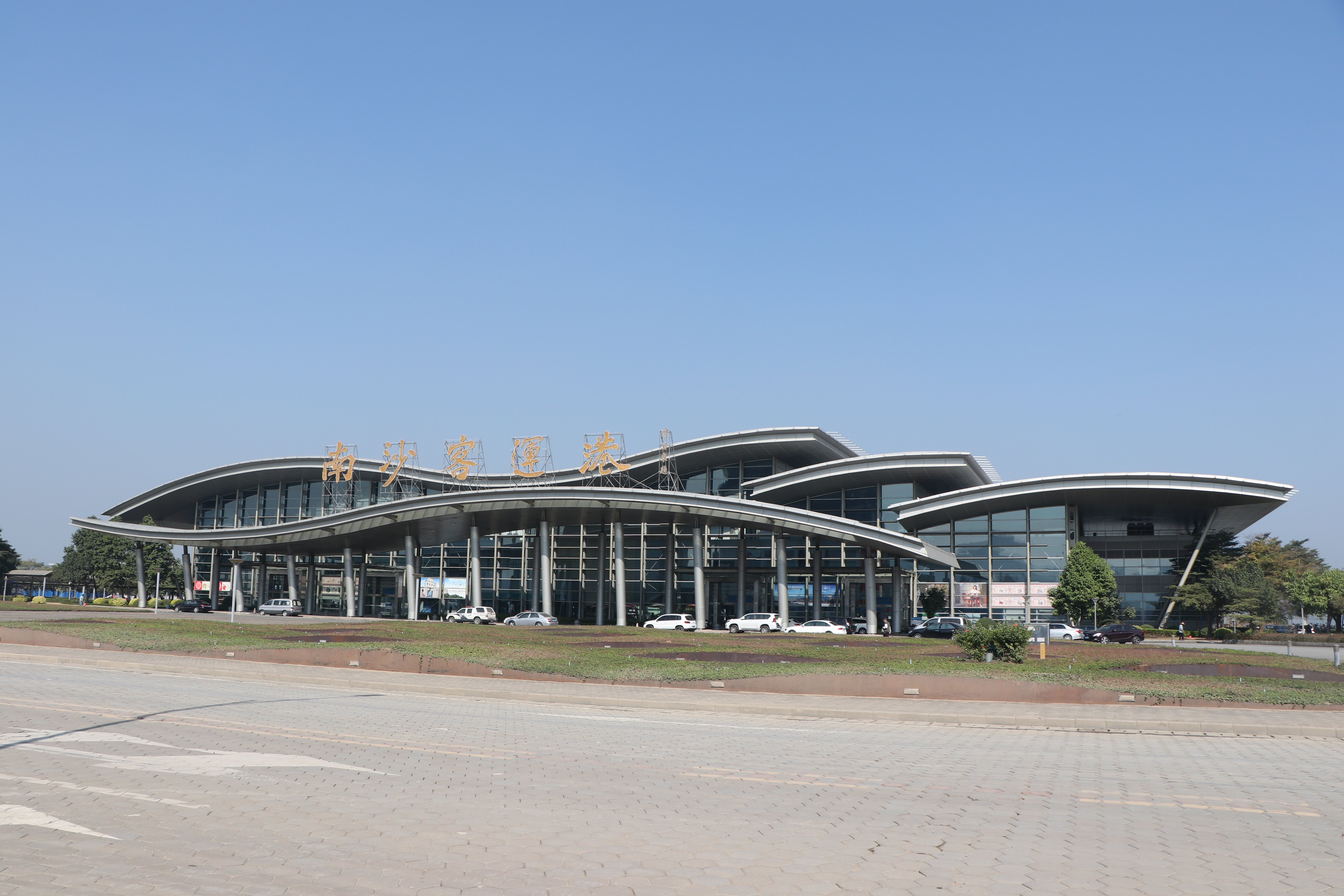
ميناء نانشا للركاب في منطقة نانشا ، قوانغتشو.

لدى الصين أكثر من 2000 ميناء، 130 منها مفتوحة أمام السفن الأجنبية. الموانئ الرئيسية، بما في ذلك الموانئ النهرية التي يمكن الوصول إليها عن طريق السفن العابرة للمحيطات، هي بيهاي، داليان، داندونغ، فوتشو، قوانغتشو، هايكو، هانكو، هوانغبو، جيوجيانغ، ليانيونقانغ ، نانجينغ، نانتونغ ، نينغبو، تشينغداو، تشينهوانغداو، ريتشاو، سانيا، شنغهاي، شانتو، شنتشن، تيانجين يهاي، نزهو، شيامن، يانغتشو، يانتاي، تشانجيانغ .
يوجد في الصين ستة عشر ميناء شحن "رئيسيا" بقدرة استيعابية تزيد على 50 مليون طن سنويا. وتتجاوز طاقة الشحن الإجمالية للصين مجتمعة 2890 مليون طن. وبحلول عام 2010، من المتوقع أن يأتي 35% من الشحن العالمي من الصين. أكبر سبع محطات للموانئ هي داليان وقوانغتشو ونانجينغ ونينغبو وتشينغداو وتشينهوانغداو وشانغهاي. بالإضافة إلى ذلك، تعد هونغ كونغ ميناءً دوليًا رئيسيًا يعمل كمركز تجاري مهم للصين. في عام 2005، أفادت إدارة موانئ شنغهاي أن ميناء شنغهاي أصبح أكبر ميناء شحن في العالم، حيث وصل حجم البضائع المعالجة إلى 443 مليون طن متجاوزًا ميناء سنغافورة . يخضع ميناء شنغهاي حاليًا لعمليات ترقيات كبيرة. يعتبر Shanghai Model Port Alliance مسؤولاً عن العديد من التحسينات التي من المتوقع أن تجعل ميناء شنغهاي أكثر آلية، مما يقلل من فقدان البضائع والوقت بينما يساعد الجمارك في جمع تعريفات أكثر دقة. وإذا نجح مشروع شنغهاي، فهناك اهتمام بتكرار العملية في موانئ صينية أخرى.

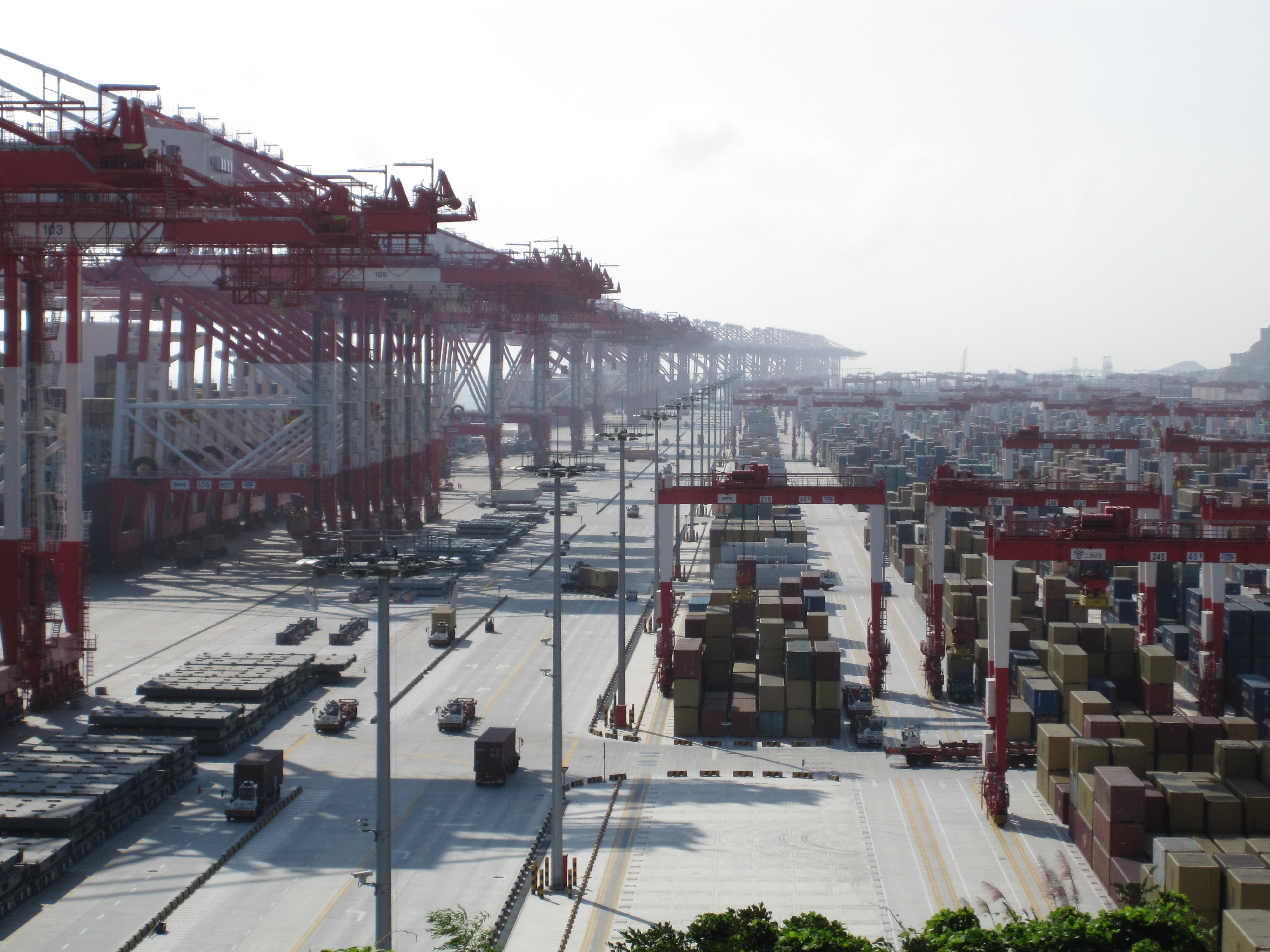
ميناء يانغشان قبالة الساحل في شنغهاي

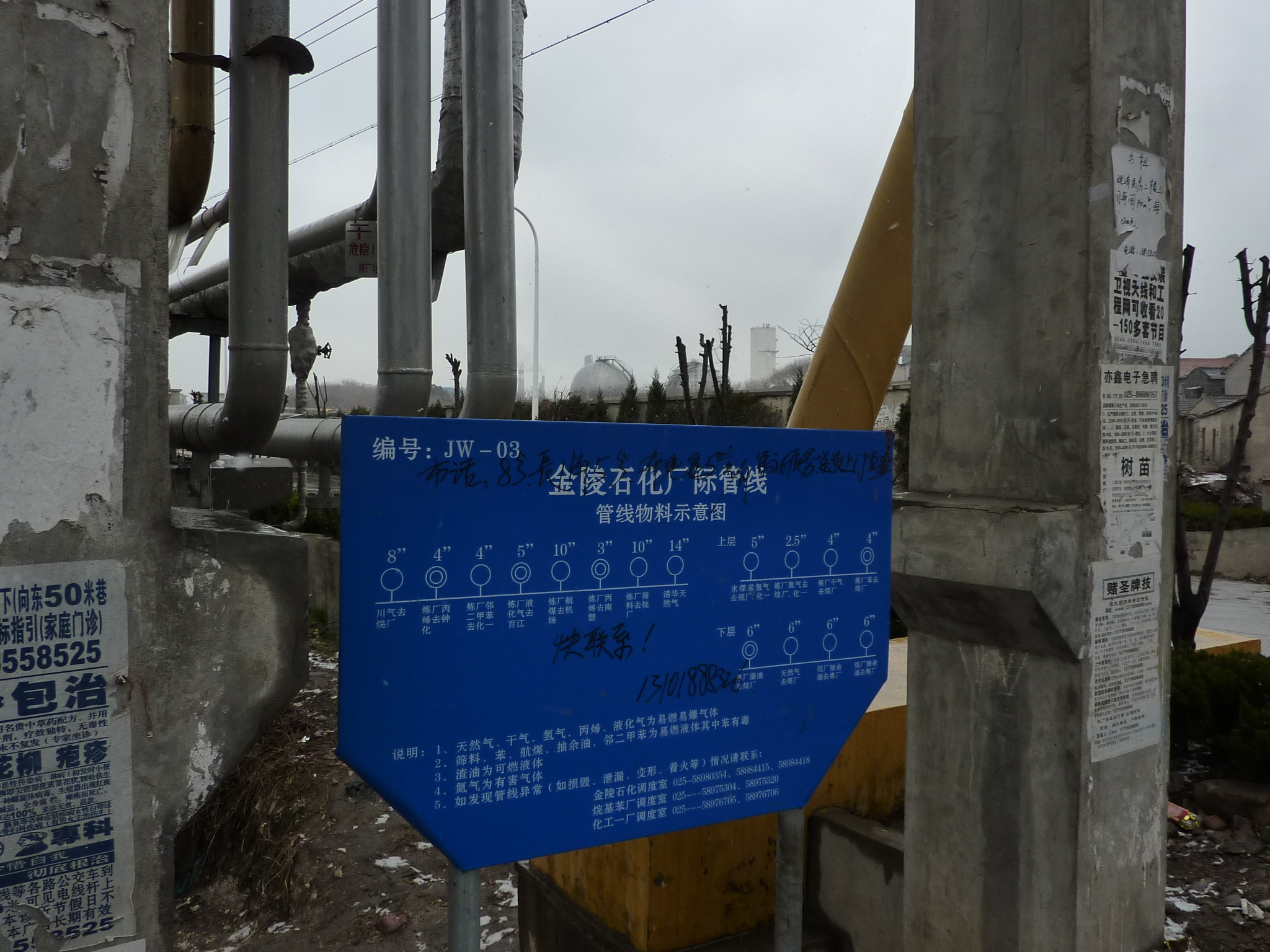
خطوط الأنابيب بالقرب من مصافي النفط في جانجياشيانغ، منطقة تشيشيا، نانجينغ

## منافع اقتصادية
يرى بعض الخبراء الاقتصاديين أن فجوة التنمية بين الصين والاقتصادات الناشئة الأخرى مثل البرازيل والأرجنتين والهند يمكن أن تعزى إلى حد كبير إلى تركيز الصين المبكر على مشاريع البنية التحتية الطموحة، ولا سيما مشاريع النقل الجماعي والعبور ذات الصلة. ففي حين استثمرت الصين ما يقرب من 9% من ناتجها المحلي الإجمالي في البنية الأساسية في التسعينيات والعقد الأول من القرن الحادي والعشرين، استثمرت أغلب الاقتصادات الناشئة ما بين 2% إلى 5% فقط من ناتجها المحلي الإجمالي. سمحت هذه الفجوة الكبيرة في الإنفاق للاقتصاد الصيني بالنمو في ظل ظروف مثالية تقريبًا، في حين عانت العديد من اقتصادات أمريكا الجنوبية من اختناقات تنموية مختلفة (شبكات النقل الضعيفة، وشبكات الطاقة القديمة، والمدارس المتوسطة ...).